# Penny a M.A.R.S.-ból
A Penny a M.A.R.S.-ból (eredeti cím: Penny on M.A.R.S.) 2018 és 2020 között vetített olasz televíziós vígjáték, amelynek alkotója Beatrice Valsecchi. A főbb szerepekben Olivia-Mai Barrett, Shannon Gaskin, Finlay MacMillan, Damien Walsh, Luke Walsh, Olivia Chan, Jessica Alexander és Ryan Dean látható.
Olaszországban Disney Channel mutatta be 2018. május 7-én. Magyarországon is a Disney Channel adja 2019. február 4-én.

## Tartalom
Penthacord (Penny) Mendez a 16 éves tini, a híres popsztár, Bakia eltitkolt lánya. Penny egy bentlakásos iskolában tanul ahova anyja küldte el. Legnagyobb kérdés számára az hogy ki az apja és amíg meg nem kapja a választ minden nap felfest egy kérdőjelet az alkarjára. Penny és legjobb barátnője Camilla (kinek édesanyja Bakia legjobb barátnője, és egyben munkatársa) elhatározza hogy régi álmukat követően elmennek a M.A.R.S. meggallgatására. Azonban feltűnik a képben Sebastian akivel Camilla (Cami) a nyári táborban találkozik és teljesen  belezúg. Mikor a M.A.R.S. felé mennek, elszakadnak egymástól és Penny is találkozik Sebastiannal mint utcazenésszel és egymásra találnak, de Penny ekkor még nem tudja kicsoda ő. Nem sokkal később Cami megtalálja Pennyt a feltűnően rózsaszín haja miatt amit még a történet elején fest be (innen kapta Penny a flamingó elnevezés Camillától).

## Szereplők

### Főszereplők
| Szereplő                | Színész                  | Évad | Magyar hang                |
| ----------------------- | ------------------------ | ---- | -------------------------- |
| Penny Mendez            | Olivia-Mai Barrett       | 1–3  | Csuha Borbála              |
| Camilla Young           | Shannon Gaskin           | 1–3  | Hermann Lilla              |
| Sebastian Storm         | Finlay MacMillan         | 1–3  | Szabó Andor                |
| Sofia Hu                | Olivia Chan              | 1–3  | Károlyi Lilla Márta        |
| Nick Weber              | Damien Walsh             | 1–2  | Bogdán Gergő               |
| Mike Weber              | Luke Walsh (1., 3. évad) | 1–3  | Gacsal Ádám                |
| Mike Weber              | Damien Walsh (2. évad)   | 1–3  | Gacsal Ádám                |
| Aleksandr "Sasha" Lukin | Ryan Dean                | 1–3  | Penke Bence                |
| Lucy Carpenter          | Jessica Alexander        | 1–2  | Nagy Katica (1. évad)      |
| Lucy Carpenter          | Jessica Alexander        | 1–2  | Berkes Boglárka (2. évad)  |
| Tom Lauder              | Jack Christou            | 2–3  | Szalay Csongor             |
| Pete Swanson            | Giacomo Vigo             | 2–3  | Tóth Viktor (2. évad)      |
| Pete Swanson            | Giacomo Vigo             | 2–3  | Maszlag Bálint (3. évad)   |
| Rob Walker              | Keenan Munn-Francis      | 3    | Borbíró András (1-5. rész) |
| Rob Walker              | Keenan Munn-Francis      | 3    | Berkes Bence (6-13. rész)  |
| Vicky Bernhard          | Kira Malou               | 3    | Sodró Eliza                |
| Martha Patel            | Amani Lia                | 3    | Mentes Júlia               |

### Mellékszereplők
| Szereplő              | Eredeti hang            | Évad | Magyar hang            |
| --------------------- | ----------------------- | ---- | ---------------------- |
| Freddy Wolf           | Ben Richards            | 1–3  | Varga Gábor            |
| Bakìa Mendez          | Merissa Porter          | 1–3  | Tarr Judit             |
| Debbie Young          | Hanna Hefner            | 1–3  | Urbán Andrea           |
| Bruce Gold            | Michael Rodgers         | 1–3  | Markovics Tamás        |
| Roberto Piccolo       | William Kenning         | 1–3  | Bardóczy Attila        |
| Sean Mc Dougal        | Alton Terry (1. évad)   | 1–3  | Horváth-Töreki Gergely |
| Sean Mc Dougal        | Yonv Joseph (2-3. évad) | 1–3  | Horváth-Töreki Gergely |
| Ella Johnson          | Nathalie Rapti Gomez    | 1–3  | Haumann Petra          |
| Tosca Bauer           | Melanie Gray            | 1–3  | Bodnár Vivien          |
| Arianna               | Arianna Di Claudio      | 1–3  | Molnár Ilona           |
| Mitch Storm           | Charlie Gardner         | 1–2  | Sarádi Zsolt           |
| Raul Storm            | Joseph Rye              | 1    | Varga Rókus            |
| Lisa Cunningham       | Katie McGovern          | 1    | Czifra Krisztina       |
| Andrew Young          | Douglas Dean            | 1    | TBA                    |
| Mr. Carpenter         | Andrea Scarduzio        | 1    | Bor László             |
| Mrs. Carpenter        | Cecilia Gragnani        | 1    | Rátonyi Hajni          |
| Britney               | Daniela Di Muro         | 1    | Vámos Mónika           |
| John                  | TBA                     | 1    | Molnár Kristóf         |
| Susan                 | TBA                     | 1    | Sipos Eszter Anna      |
| titkárnő az iskolában | TBA                     | 1    | Téglás Judit           |
| Vezető orvos          | Mauro Cipriani          | 2    | Fehér Péter            |
| Mr. Maki              | Yoon Coon Cometti       | 2    | TBA                    |
| Aron                  | TBA                     | 2    | Orosz Gergő            |
| Molly Lopez           | TBA                     | 2    | Györfi Laura           |
| Mindy                 | Valentina Molfetta      | 3    | Györfi Laura           |
| Mr. Richter           | Timothy Martin          | 3    | Maday Gábor            |
| Dave Marshal          | Leonardo Ferrari        | 3    | Nagy Dániel Viktor     |
| Adrian Glaser         | Andrea Beruatto         | 3    | Vilmányi Benett        |
| Simo Ferrari          | Asya Rotella            | 3    | Kis-Kovács Luca        |

- További magyar hangok: Szrna Krisztián, Hám Bertalan, Kádár-Szabó Bence, Bergendi Áron, Illés Dániel, Orosz Gergely, Pintér Mónika, Rádai Boglárka, Fekete Réka-Thália, Bartha Alexandra, Csonka Anikó, Bálint Adrienn, Szentirmai Zsolt, Miklósvári Nóra, Orgován Emese, Ákos Alexa, Németh Attila István, Kapu Hajni, Világi Vanda, Tárnok Csaba, Galiotti Barbara, Oroszi Tamás, Gardi Tamás, Fehérváry Márton, Oroszi Tamás, Göbölös Krisztina, Geri Tamás, Margoliusz Tomasz

## Magyar változat
- Bemondó: Endrédi Máté
- Magyar szöveg: Dame Nikolett
- Szinkronrendező: Csere Ágnes
- Vágó: Pilipár Éva (7-16., 22-40. rész), Hollósi Péter (17-19. rész), Házi Sándor (31-34. rész)
- Hangmérnök: Kállai Roland (7-16. rész) Böhm Gergely (17-20., 22-34. rész)
- Gyártásvezető: Újréti Zsuzsa
- Produkciós vezető: Máhr Rita (1. évad), Orosz Katalin (2-3. évad)

A szinkront az SDI Media Hungary készítette.

## Évados áttekintés
| Évad | Évad | Epizódok | Eredeti sugárzás | Eredeti sugárzás  | Egyesült Királysági sugárzás | Egyesült Királysági sugárzás | Magyar sugárzás      | Magyar sugárzás   |
| Évad | Évad | Epizódok | Évadpremier      | Évadfinálé        | Évadpremier                  | Évadfinálé                   | Évadpremier          | Évadfinálé        |
| ---- | ---- | -------- | ---------------- | ----------------- | ---------------------------- | ---------------------------- | -------------------- | ----------------- |
|      | 1    | 16       | 2018. május 7.   | 2018. május 25.   | 2018. június 4.              | 2018. június 28.             | 2019. február 4.     | 2019. február 28. |
|      | 2    | 10       | 2019. április 8. | 2019. április 19. | 2019. február 18.            | 2019. március 5.             | 2019. szeptember 23. | 2019. október 4.  |
|      | 3    | 13       | 2020. július 3.  | 2020. július 3.   | 2020. február 17.            | 2020. március 9.             | 2020. október 5.     | 2020. október 21. |

## Gyártás
2017 áprilisában bejelentették, hogy a The Walt Disney Company Italy angol nyelvű spin-off sorozatot tervez Az Alex és bandája című sorozatból. 2017. június 29-én bejelentették a sorozat címét.
Az első évad forgatása 2017. szeptember 28-án kezdődött és 2017. december 15-én ért véget. A sorozatot Milánóban forgatták.